# Hendrik van Karinthië
Hendrik VI van Karinthië ook bekend als Hendrik van Bohemen of Hendrik van Tirol (circa 1265 - Tirol, 2 april 1335) was van 1295 tot 1335 hertog van Karinthië, graaf van Tirol en van 1307 tot 1310 koning van Bohemen. Hij behoorde tot het huis der Meinhardijnen.

## Levensloop
Hendrik was de vierde zoon van graaf Meinhard II van Tirol en Elisabeth van Beieren, dochter van hertog Otto II van Beieren en weduwe van Rooms-Duits koning Koenraad IV. Zijn vader regeerde vanaf 1286 onder de naam Meinhard I ook het hertogdom Karinthië.
Vanaf het overlijden van zijn vader in 1295 regeerde Hendrik samen met zijn oudste broer Otto III over het hertogdom Karinthië en het graafschap Tirol. Nadat zijn broer Otto III in 1310 was overleden, bleef Hendrik als enige heerser van Tirol en Karinthië over. Hendrik verzekerde zijn positie als heerser door zijn schoonbroer Albrecht I van Habsburg te steunen, die in 1298 zijn rivaal Adolf van Nassau in de slag bij Göllheim en daarna verkozen werd tot Rooms-Duits koning. Ook hielp Hendrik zijn schoonbroer in 1301 om Rudolf I van de Palts te verslaan tijdens diens belegering van de stad Heidelberg.
Vanaf 1306 rezen er spanningen tussen Hendrik en het huis Habsburg, omdat hij dat jaar huwde met Anna van Bohemen, de oudere zus van koning Wenceslaus III van Bohemen. Wenceslaus III, de laatste koning uit het huis Přemysliden, breidde ook in 1306 een militaire campagne tegen Polen voor en benoemde Hendrik daarom tot regent van Bohemen. Wenceslaus III stierf echter nog voor deze campagne plaatsvond omdat hij op 4 augustus 1306 werd vermoord. Daarop werd Hendrik door de Boheemse adel tot de nieuwe koning van Bohemen verkozen. Dit was echter tegen de wil van Albrecht I van Habsburg in, die zijn eigen zoon Rudolf op de troon van Bohemen wilde zien. Albrecht I begon dan ook onmiddellijk een militaire campagne in Bohemen, veroverde Praag en zette Hendrik af ten voordele van Rudolf van Habsburg.
Rudolf werd echter als koning nooit aanvaard door de Boheemse adel en na diens dood op 4 juli 1307 werd Hendrik op 15 augustus van datzelfde jaar door de adel van Bohemen opnieuw verkozen tot koning. Albrecht I deed daarop een nieuwe militaire invasie in Bohemen, maar die kon afgeweerd worden. De bedreiging door het huis Habsburg kwam in 1308 ten einde, toen Albrecht I vermoord werd. 
Hoewel Hendrik alle steun van de adel had, bleek zijn beleid al snel zwak en verkwistend te zijn. Ondertussen keek de nieuwe Rooms-Duitse koning, Hendrik VII van Luxemburg, met hongerige ogen naar het koninkrijk Bohemen. In 1310 arrangeerde Hendrik VII daarom een huwelijk van zijn oudste zoon Jan met Elisabeth van Bohemen, een jongere zus van de vroegere koning Wenceslaus III. Jan begon daarop, gesteund door zijn vader en de Boheemse adel, een militaire campagne door Bohemen en viel op 3 december 1310 Praag binnen, waarna Hendrik voor de tweede maal afgezet werd als koning van Bohemen. Jan werd vervolgens in 1311 tot koning van Bohemen gekroond, terwijl Hendrik gedwongen werd om terug te keren naar Karinthië.
Door de spanningen met het huis Habsburg had Hendrik echter schrik om Karinthië en Tirol te verliezen en wilde zich daarom verzoenen met de Habsburgers. Dit deed hij door de Savinjavallei af te staan aan het hertogdom Stiermarken, dat in handen was van het huis Habsburg. Desondanks kon hij zijn gebieden behouden, omdat hij door Hendrik VII van Luxemburg in zijn functies van hertog van Karinthië en graaf van Tirol herbevestigd werd. Ook bleef hij de titel van koning van Bohemen voeren en nam in deze deel aan de Rooms-Duitse koningsverkiezing van 1314, waarbij twee kandidaten werden verkozen. Bij deze verkiezing stemde Hendrik op Frederik de Schone, de kandidaat van het huis Habsburg. Het was door zijn betwiste deelname aan de stemming dat ook Lodewijk IV van Beieren tot Rooms-Duits koning werd gekozen, op wie koning Jan van Bohemen had gestemd. Na de Slag bij Mühldorf tussen Lodewijk IV en Frederik de Schone in 1322 hielp Hendrik om een vriendschappelijke overeenkomst tussen de rivaliserende heersers te vinden.
Hendrik verzoende zich ook met het huis Luxemburg en huwde daarom in 1330 zijn dochter Margaretha uit aan Jan Hendrik, de zoon van koning Jan van Bohemen. Omdat hij de laatste heerser uit de Tiroolse Meinhardijnendynastie was, probeerde hij zijn bezittingen door zijn dochter te laten erven, maar dit mislukte uiteindelijk. Hoewel keizer Lodewijk IV hem in 1330 als dank voor Hendriks bemiddeling tussen hem en Frederik de Schone verzekerd had dat zijn dochter hem kon opvolgen, verbrak Lodewijk zijn belofte door hetzelfde jaar nog een geheim akkoord met het huis Habsburg af te sluiten. Hierdoor ging het hertogdom Karinthië na de dood van Hendrik in 1335 naar hertogen Albrecht II en Otto van Oostenrijk, terwijl zijn dochter Margaretha hem alleen kon opvolgen als gravin van Tirol, maar ook zij kon niet vermijden dat Tirol in 1363 naar hertog Rudolf IV van Oostenrijk ging.

## Huwelijken en nakomelingen
In 1306 huwde Hendrik met Anna van Bohemen (1290-1313), dochter van koning Wenceslaus II van Bohemen. Hun huwelijk bleef kinderloos.
Na de dood van zijn eerste vrouw hertrouwde hij in 1313 met Adelheid van Brunswijk (1285-1324), dochter van hertog Hendrik I van Brunswijk-Grubenhagen. Ze kregen twee dochters:
- Adelheid (1317-1325)
- Margaretha (1318-1369), van 1335 tot 1363 gravin van Tirol

Toen ook zijn tweede vrouw was overleden, huwde Hendrik in 1327 met Beatrix van Savoye (1310-1331), dochter van graaf Amadeus V van Savoye. Ook dit huwelijk bleef kinderloos.

## Voorouders
| Overgrootouders | Engelbert III van Gorizia (-1220) ∞ Mathilde van Andechs (-1245)              | Engelbert III van Gorizia (-1220) ∞ Mathilde van Andechs (-1245)              | Albert IV van Tirol (1180-1253) ∞ Uta van Frontenhausen-Lechsgemünd (-)       | Albert IV van Tirol (1180-1253) ∞ Uta van Frontenhausen-Lechsgemünd (-)       | Hendrik V van Brunswijk (1173-1227) ∞ Agnes van Staufen (1177-1204)           | Hendrik V van Brunswijk (1173-1227) ∞ Agnes van Staufen (1177-1204)           | Lodewijk de Kelheimer (1173-1231) ∞ Ludmilla van Bohemen (1170-1240)          | Lodewijk de Kelheimer (1173-1231) ∞ Ludmilla van Bohemen (1170-1240)          | Lodewijk de Kelheimer (1173-1231) ∞ Ludmilla van Bohemen (1170-1240) | Lodewijk de Kelheimer (1173-1231) ∞ Ludmilla van Bohemen (1170-1240) |
| Grootouders     | Meinhard I van Tirol (1200-1258) ∞ Adelheid van Tirol (1218-1279)             | Meinhard I van Tirol (1200-1258) ∞ Adelheid van Tirol (1218-1279)             | Meinhard I van Tirol (1200-1258) ∞ Adelheid van Tirol (1218-1279)             | Meinhard I van Tirol (1200-1258) ∞ Adelheid van Tirol (1218-1279)             | Agnes van de Palts (1201-1267) ∞ Otto II van Beieren (1206-1253)              | Agnes van de Palts (1201-1267) ∞ Otto II van Beieren (1206-1253)              | Agnes van de Palts (1201-1267) ∞ Otto II van Beieren (1206-1253)              | Agnes van de Palts (1201-1267) ∞ Otto II van Beieren (1206-1253)              |                                                                      |                                                                      |
| Ouders          | Meinhard II van Gorizia-Tirol (1238-1295) ∞ Elisabeth van Beieren (1227-1273) | Meinhard II van Gorizia-Tirol (1238-1295) ∞ Elisabeth van Beieren (1227-1273) | Meinhard II van Gorizia-Tirol (1238-1295) ∞ Elisabeth van Beieren (1227-1273) | Meinhard II van Gorizia-Tirol (1238-1295) ∞ Elisabeth van Beieren (1227-1273) | Meinhard II van Gorizia-Tirol (1238-1295) ∞ Elisabeth van Beieren (1227-1273) | Meinhard II van Gorizia-Tirol (1238-1295) ∞ Elisabeth van Beieren (1227-1273) | Meinhard II van Gorizia-Tirol (1238-1295) ∞ Elisabeth van Beieren (1227-1273) | Meinhard II van Gorizia-Tirol (1238-1295) ∞ Elisabeth van Beieren (1227-1273) |                                                                      |                                                                      |